# Суссекс (королевство)
Южное саксонское королевство (др.-англ. Sūþseaxna rīce) — одно из семи королевств англосаксонской гептархии.
Существовало в V—IX веках.

## История
Основным источником по истории Суссекса являются Англосаксонские хроники. Согласно летописи, в 477 году король Элла с тремя сыновьями высадился в Кименесоре. Он победил кельтов у Меркредесбурны (485 год) и захватил город Андериду (ныне Певенси, 491 год).
О жизни южных саксов в VI веке сведений мало. В 607 году у них произошла битва с королём Уэссекса Келвульфом, исход которой неизвестен. В 661 году король Мерсии Вульфхер подарил своему крёстному сыну, королю Суссекса, остров Уайт. Во второй половине VII века, как сообщает Беда Достопочтенный, в Суссекс прибыл изгнанный из своей епархии епископ Вилфрид Йоркский. Хотя король этой страны уже был христианином, его подданные оставались язычниками. Вилфрид помог королю обратить жителей в новую веру, а также, по преданию, избавил их от засухи и научил рыболовству. Король дал епископу земли и много рабов, которых тот отпустил.
В 725 году произошла новая война с Уэссексом, так как саксы укрыли родственника Ине, отца которого Ине убил. В ходе войны беглец погиб. Известно, что в VIII в. южные саксы получили своего епископа.
Большинство королей Суссекса известны лишь по нескольким грамотам. В некоторых хартиях короля Оффы правитель Суссекса назван «вождём», а не «царём», что может свидетельствовать о подчинённом положении Суссекса по отношению к Мерсии, однако точно неизвестно, сколько времени оно продолжалось.
В 825 году южные саксы вместе с другими племенами признали верховную власть короля Уэсскса Эгберта. Тем не менее, их правители сохраняли относительную самостоятельность вплоть до нормандского завоевания.

## Правители Суссекса
- Элла (Ælle) (477—490-е)
- Кисса (Cissa) (514—541)
- Рхиварх (541—544)
- Риквилф (544 —)
- Кутвин (умер в 571/584) сын Кевлина
- Кута (умер в 584/593) сын Кевлина
- Киневальд
- Кед (умер в 630)
- Кудвульф (630—641)
- Киневальд (641—660)
- Ателвалх (Æthelwealh) (660—685)
- Эдвульф (Eadwulf) (685)
- Берхтун (Berhthun) (685—686)
- Кенвалх (685—686)
- Андхун (Andhun) (686)
- Экгвальд (Ecgwald) (686—688)
- Кеолвальд (688)
- Ваттус (Watt) (688—700)
- Нотельм (Nothhelm) (688—722)
- Брини (Bryni) (692—705)
- Ателстан (Æðelstan) (700—725)
- Ателберт (Æðelberht)(722—758)
- Элдвульф (Ealdwulf) (758—765)
- Элфвальд (Ælfwald) (765—772)
- Освальд (Oswald) (772—780)
- Ослак (Oslac) (780—786)
- Элдвульф (Ealdwulf) (786—791)
- Ателвульф (791 — ?)